# Survivor Series (2002)
Survivor Series (2002) foi o décimo-sexto evento anual do Survivor Series, promovido pela WWE e transmitido por pay-per-view. Aconteceu dia 17 de Novembro de 2002 no Madison Square Garden em Nova Iorque, Nova Iorque e reuniu wrestlers da Raw e SmackDown brands.  A música oficial foi "Always" da Saliva.

## Resultados
| #                 | Resultados | Estipulações                                                   | Tempos |
| ----------------- | --- | -------------------------------------------------------------- | ------ |
| Sunday Night HEAT | Lance Storm e William Regal derrotaram Goldust e The Hurricane.                                                  | Luta de duplas                                                 | 03:01  |
| 1                 | Jeff Hardy, Bubba Ray Dudley e Spike Dudley venceram 3-Minute Warning (Rosey e Jamal) e Rico.                    | Elimination Tables match                                       | 14:22  |
| 2                 | Billy Kidman derrotou Jamie Noble (c) (c/ Nidia).                                                                | Luta individual pelo WWE Cruiserweight Championship            | 07:29  |
| 3                 | Victoria venceu Trish Stratus (c).                                                                               | Luta hardcore pelo WWE Women's Championship                    | 07:01  |
| 4                 | The Big Show derrotou Brock Lesnar (c) (c/ Paul Heyman).                                                         | Luta individual pelo WWE Championship                          | 04:19  |
| 5                 | Los Guerreros (Eddie Guerrero e Chavo Guerrero) derrotaram Kurt Angle e Chris Benoit, e Edge e Rey Mysterio (c). | Triple Threat Elimination match pelo WWE Tag Team Championship | 19:25  |
| 6                 | Shawn Michaels venceu Booker T, Rob Van Dam, Kane, Chris Jericho e Triple H (c).                                 | Elimination Chamber match pelo World Heavyweight Championship  | 39:20  |

| Elimination Chamber entradas e eliminações | Elimination Chamber entradas e eliminações | Elimination Chamber entradas e eliminações | Elimination Chamber entradas e eliminações | Elimination Chamber entradas e eliminações                                    | Elimination Chamber entradas e eliminações |
| Eliminação #                               | Wrestler                                   | Entrada                                    | Eliminado por                              | Eliminado como                                                                | Tempo                                      |
| ------------------------------------------ | ------------------------------------------ | ------------------------------------------ | ------------------------------------------ | ----------------------------------------------------------------------------- | ------------------------------------------ |
| 1                                          | Rob Van Dam                                | 1                                          | Booker T                                   | Missile Dropkick                                                              | 13:37                                      |
| 2                                          | Booker T                                   | 4                                          | Chris Jericho                              | Chokeslam por Kane e Lionsault por Jericho                                    | 17:43                                      |
| 3                                          | Kane                                       | 5                                          | Chris Jericho                              | Sweet Chin Music por Michaels, Pedigree por Triple H, e Lionsault por Jericho | 22:53                                      |
| 4                                          | Chris Jericho                              | 3                                          | Shawn Michaels                             | Sweet Chin Music                                                              | 30:43                                      |
| 5                                          | Triple H                                   | 2                                          | Shawn Michaels                             | Sweet Chin Music                                                              | 39:20                                      |
| Vencedor                                   | Shawn Michaels                             | 6                                          |                                            |                                                                               |                                            |